# همان ترانه قدیمی
همان ترانهٔ قدیمی (فرانسوی: On connaît la chanson‎) یک فیلم کمدی رمانتیک موزیکال فرانسوی به کارگردانی آلن رنه محصول سال ۱۹۹۷ است که توانست جایزهٔ بهترین فیلم جشنواره سزار را بگیرد.

## بازیگران
- پیر آردیتی
- سابین آزما
- ژان-پیر باکری
- آندری دوسولیه
- اگنس جاوی
- لمبرت ویلسون
- جین برکین
- فرانسیس برتین
- ژان-پل روسیون
- ژان پیر داروسین
- کلر نادو